# Rugilus orbiculatus
Rugilus orbiculatus – gatunek chrząszcza z rodziny kusakowatych i podrodziny żarlinków.
Gatunek ten został opisany w 1789 roku przez Gustava von Paykulla jako Staphylinus orbiculatus.
Chrząszcz o smukłym i trochę wypukłym ciele długości od 4 do 4,5 mm. Ubarwiony jest czarno z żółtoczerownymi czułkami i narządami gębowymi oraz czerwonożółtymi odnóżami, z wyjątkiem brunatnych szczytów ud, goleni oraz bioder dwóch początkowych par. Głaszczki szczękowe są zaczernione. Duża, tak szeroka jak pokrywy głowa ma szorstko i bardzo gęsto punktowaną powierzchnię, wargę górną zaopatrzoną w dwa ząbki oraz skroń w widoku z góry wyraźnie nieco dłuższą od długości oka. Czułki są krępe, o czwartym członie wyraźnie dłuższym niż szerszym. Przedplecze ma kolor czarny lub brunatnoczarny, a powierzchnię punktowaną z wyjątkiem gładkiego, szerokiego, podzielonego podłużną bruzdą pasa środkowego. Pokrywy są znacznie dłuższe i szersze od przedplecza, a ich tylne brzegi  są jasne. Odnóża charakteryzuje pierwszy człon tylnych stóp 3,5–4 raza dłuższy niż u wierzchołka szeroki. Samiec ma piąty sternit odwłoka z niewyraźnym, podłużnym wgnieceniem bez czarnych i długich włosków po bokach.
Owad znany z prawie wszystkich krajów Europy, w tym z Polski, a ponadto z Azorów, Madery, Wysp Kanaryjskich, Afryki Północnej, Cypru, Bliskiego Wschodu, wschodniej Palearktyki, nearktycznej Ameryki Północnej i krainy australijskiej. Zasiedla pobrzeża wód, łąki, tereny otwarte i wilgotne stanowiska leśne. Bytuje w ściółce, pod mchem i pod rozkładającymi się szczątkami roślinnymi.